# Hugo Treffner

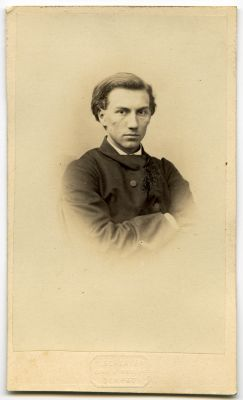
Hugo Treffner als junger Mann, fotografiert von Georg Friedrich Schlater (vor 1870)

Hugo Hermann Fürchtegott Treffner (* 17. Juli 1845 in Kanepi; † 13. März 1912 in Tartu) war ein estnischer Publizist und Pädagoge baltendeutscher Abstammung. Er war der Gründer des renommierten Hugo-Treffner-Gymnasiums in Tartu (deutsch Dorpat).

## Jugend
Hugo Treffner wurde als Sohn des Küsters Ludwig Treffner geboren. Zunächst erhielt er zu Hause Unterricht, bevor er das Gymnasium in Tartu und die Knabenschule in Võru besuchte. Als Externer legte er sein Abitur ab. Von 1868 bis 1872 studierte er Philologie und von 1872 bis 1880 Theologie an der Kaiserlichen Universität Dorpat. Daneben war er als Hauslehrer tätig.

## Pädagogik

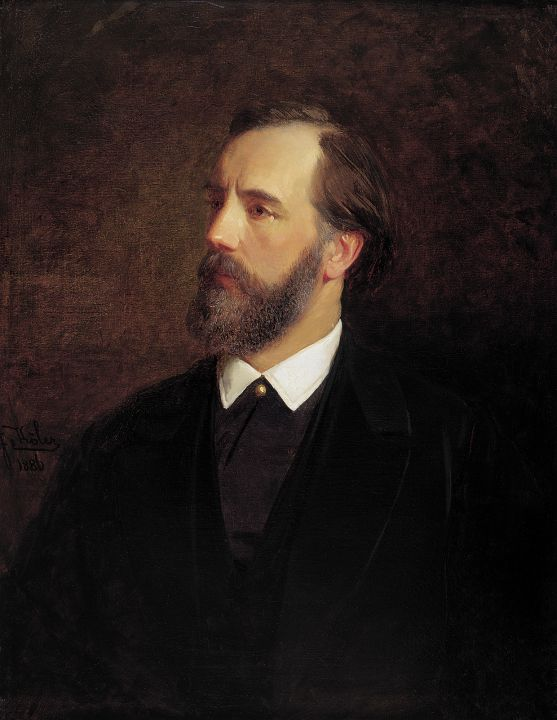
Porträt Treffners, Ölgemälde von Johann Köler, 1886

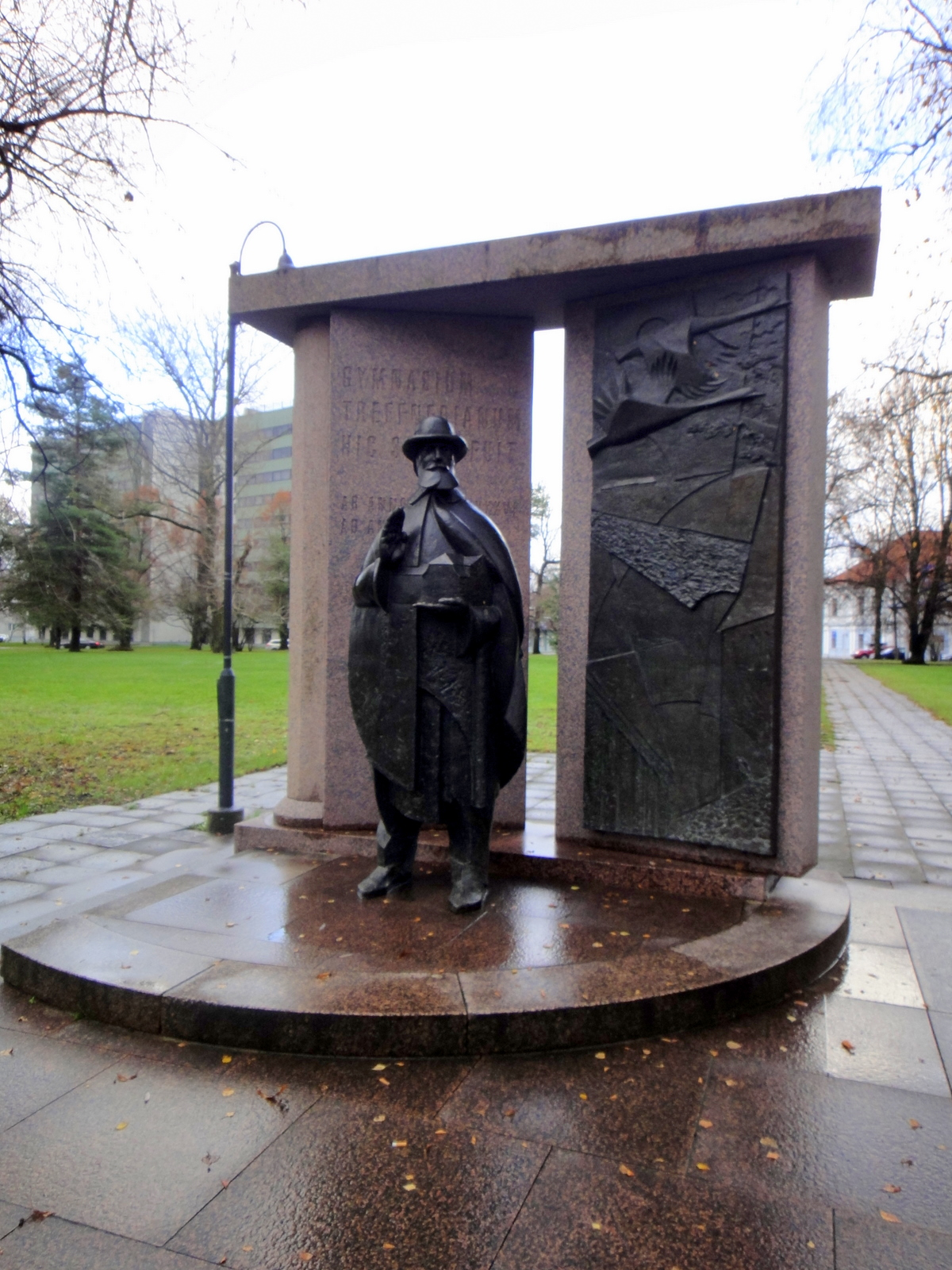
Hugo-Treffner-Denkmal

Treffner unterstützte stark das erwachende estnische Nationalbewusstsein. Wohl deswegen gelang es ihm nach seinem Universitätsabschluss nicht, eine Pastorenstelle zu finden. 1882 stellte er deshalb den Antrag zur Gründung einer Privatschule, dem im folgenden Jahr von den zaristischen Behörden stattgegeben wurde. Am 1. Januar 1884 nahm das spätere Hugo-Treffner-Gymnasium in Tartu seine Arbeit auf, dessen Leiter er bis zu seinem Tod blieb.
Daneben erteilte er Religionsunterricht an einem Mädchengymnasium in Tartu.

## Estentum
Neben seinem pädagogischen Engagement engagierte sich Hugo Treffner stark für die Förderung einer eigenen estnischen Identität und des estnischen Selbstbewusstseins. 1875 wurde er Vorsitzender des 1870 von ihm mitbegründeten „Vereins Studierender Esten“ (estnisch: „Eesti Üliõpilaste Selts“). Er war Mitorganisator estnischer Sängerfeste. Von 1886 bis 1891 war er Redakteur und Mitherausgeber der estnischen Zeitschrift Oma Maa, 1887 der Zeitschrift Linda und 1887/1888 Miteigentümer der Zeitung Postimees. Als bekannter Publizist war er einer der herausragendsten Vertreter des estnischen Nationalbewusstseins. 

## Elsa Ermas
Ab 1888 war Treffner mit Elsa Ermas (1861–1944) verheiratet, die nach seinem Tod 1912 die Leitung des Hugo-Treffner-Gymnasiums übernahm. Das Ehepaar hatte keine Kinder.

## Tod und Gedenken
Hugo Treffner starb am 13. März 1912 im Alter von 66 Jahren in Tartu und fand seine letzte Ruhestätte auf dem Neuen Johannis-Friedhof (Uus-Jaani kalmistu). Dort ist sein Grabdenkmal mit einer Porträtbüste erhalten und als Kulturdenkmal geschützt. 
Das Treffner-Gymnasium in Tartu ist nach ihm benannt. 
Im Park des Tartuer Stadtteils Ülejõe steht seit 1997 ein von dem bekannten estnischen Bildhauer Mati Karmin und dem Architekten Tiit Trummal geschaffenes Denkmal mit einer lebensgroßen Skulptur Treffners. Von Karmin stammt auch das am Gymnasium angebrachte Flachrelief von Treffner.